# Loivos do Monte
Loivos do Monte is een plaats (freguesia) in de Portugese gemeente Baião en telt 395 inwoners (2001).